# Nordamerikanska vattendelaren

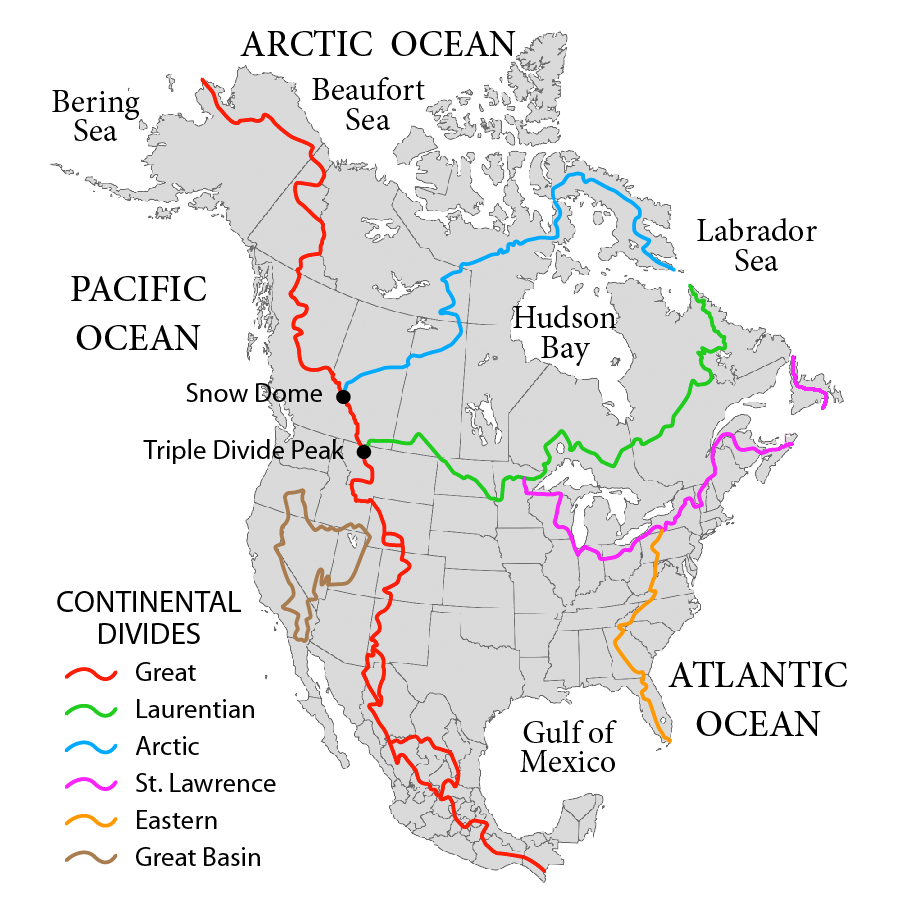
Större vattendelare i Nordamerika. Nordamerikanska vattendelaren är markerad i rött.

Nordamerikanska vattendelaren, på engelska ofta Great Divide, Continental Divide, är den vattendelare genom nordamerikanska kontinenten som skiljer Atlanten och Norra Ishavets avrinningsområden från Stilla havets avrinningsområde. Den utgör en del av den Amerikanska vattendelaren som fortsätter genom Centralamerika och Sydamerika.
Vattendelaren börjar i nordväst vid Kap Prince of Wales vid Berings sund och fortsätter därifrån österut genom Alaska, och Yukon samt söderut genom British Columbia. Den utgör delvis gräns mellan British Columbia och Alberta längs Klippiga bergen och följer bergen genom västra USA, samt vidare in i Mexiko. Utmärkande för vattendelaren är att den längs stora delar av vägen följer Klippiga bergens kam på hög höjd.

## Definitioner och undantag
I allmänhet kan ett område räknas till avrinningsområdet för något av de världshav som omger kontinenten, indelat i underområden efter respektive tillflöden till haven. Det finns dock områden i Nordamerika som saknar avflöden till havet, endorheiska bäcken; Great Basin i västra USA är det största av dem. Det finns även flera endorheiska bäcken som ligger på vattendelaren och därmed delar den i två; Great Divide Basin i Wyoming och Plains of San Augustin i New Mexico är sådana områden, samt Guzmánbäckenet på den amerikansk-mexikanska gränsen och Bolsón de Mapimí i Mexiko. Även om dessa områden inte avvattnas i något världshav, kan man dock studera åt vilket håll bäckenet skulle avvattnas vid en tänkt översvämning. På så sätt kan man fortfarande entydigt definiera vilken sida av det endorheiska bäckenet som vattendelaren följer.